# Lucyna Mirosława Falkowska
Pour les articles homonymes, voir Falkowska.
 (mars 2020).
 (mars 2020).
Le contenu est difficilement compréhensible vu les erreurs de traduction, qui sont peut-être dues à l'utilisation d'un logiciel de traduction automatique.
Lucyna Mirosław Falkowska (née en 1951) est une scientifique polonaise, professeure d'océanographique, et docteure habilitée spécialisée en chimie atmosphérique, en océanographie et dans la protection du milieu marin. Elle est associée à l'Université de Gdańsk.

## Biographie
Elle commence ses études pour obtenir une habilitation à diriger la recherche le 1er janvier 1996 en océanographie. Le 29 septembre 1997, elle obtient son diplôme, délivré par le Département de Biologie, Géographie et Océanographie de l'Université de Gdańsk pour ses travaux sur les Micro-couche de surface océanique: propriétés et processus qui s'y déroulent. 

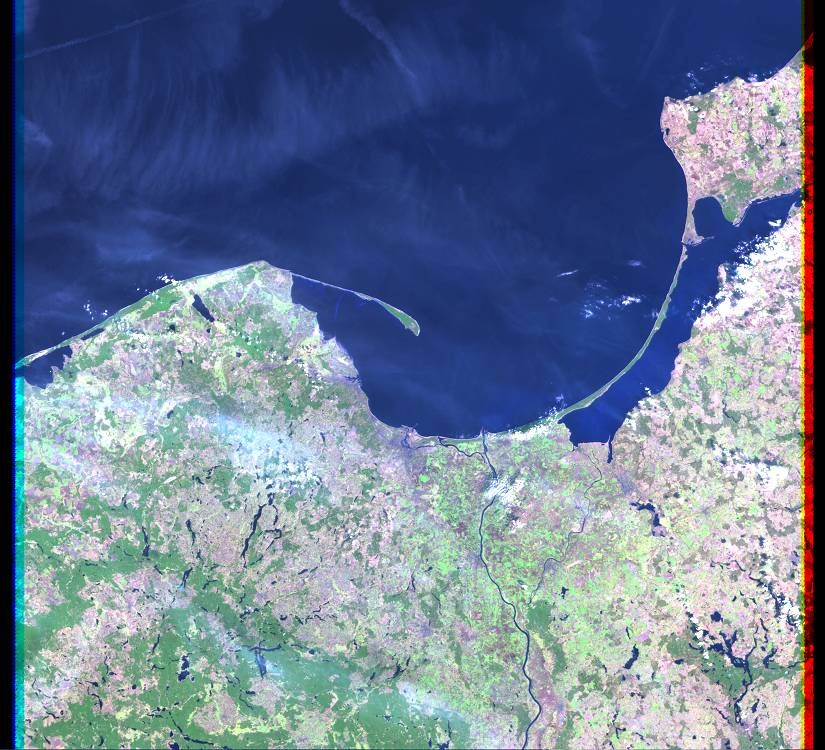
La baie de Gdańska où Lucyna Miroslawa Falkowska a effectué une grande partie de ses recherches.

En 2001, elle a dirigé des projets de recherche sur les thèmes suivants : Les échanges de vapeurs de mercure entre l'eau et l'atmosphère dans le Golfe de Gdańsk et le sud de la Mer Baltique, le Cycle de douze heures de transformation de la  matière dans la micro-couche superficielle de la mer dans la baie de Gdansk et sur des ions d'aérosols marins échantillonnés dans la baie de Gdansk.
Le 8 juin 2006, elle reçoit des mains du président de la République de Pologne, Lech Kaczynski, le titre de professeure de sciences de la Terre,,. 
Elle est professeure titulaire et directrice du Laboratoire de Chimie Marine et de l'Institut d'Océanographie et de l'Atmosphère du Département d' Océanographie de l'Université de Gdansk. Elle est membre du comité d'experts de recherche marine du Département III des Sciences et Sciences de la Terre de l'Académie des Sciences en Pologne.
Au cours des années 1999-2011, elle encadre onze thèses de doctorat, elle fait partie du jury d'évaluation de deux thèses d'habilitation universitaire et de trois thèses doctorales.

## Quelques publications
Elle a écrit une série d'articles en polonais et en anglais, en tant qu'auteure ou co-auteure.
- Rtęć W środowisku. Identyfikacja zagrożEtń dla zdrowia człowieka, autorka części: Stężenie rtęci w wybranych elementach ekosystemu strefy brzegowej południowego Bałtyku (Le mercure dans l'environnement. Identification des dangers pour la santé humaine auteure de la partie sur Concentration de mercure dans certains éléments de l'écosystème de la zone côtière du sud de la Mer Baltique), Autres auteurs: Dominic Saniewska, Magdalena Bełdowska Jacek Bełdowski, Michael Saniewski, Marta Szubska, Andrzej Romanowski, Justin Kwaśniak, 2010

- Rtęć W powietrzu, w wodzie i w aerozolach, Problemy analityczne oznaczania rtęci i jej form specjacyjnych w próbkach środowiskowych (Le mercure dans l'air, dans l'eau et dans les aérosols : Problèmes analytiques pour la détermination du mercure et ses différentes spéciations  dans des échantillons environnementaux), co-auteure avec Magdalena Bełdowską, 2003.

- Chemia atmosfery (Chimie atmosphérique), co-auteure avec Krzysztof Korzeniowski, Gdansk University Press, 1995.